# 日比生寛史
日比生 寛史（ひびお ひろし、1963年 - ）は、日本の建築家。福岡県生まれ。建築設計事務所日比生寛史建築計画研究所を主宰。日本大学生産工学部非常勤講師。
1985年、日本大学生産工学部建築工学科卒業。
1987年、同大学大学院修士課程修了。
1988年-1990年、早川邦彦建築研究室勤務。
1990年-1997年、リチャード･ロジャース･パートナーシップ･ジャパン所属。1993年-1994年、リチャード･ロジャース･パートナーシップロンドンに勤務。1998年、日比生寛史建築計画研究所設立。1998年よりデザインファーム建築設計スタジオ講師。
1998年から2003年まで、東京設計学校講師。2008年にアイカショップデザインコンテスト入選。2007年にNAXデザインコンテスト入選。
代表作に、土橋邸、和泉の家、 光と風と子供の家、三つ庭の家、RHYTHM、月見台の家、OFFICE A、北見方の家、深沢の家、白川の別荘、など。